# 金善祐
金善祐（韩语： Gim Seonu，1996年10月6日—），韩国女子现代五项运动员，2014年亚洲运动会女子团体金牌得主、2018年亚洲运动会女子个人铜牌得主、2022年亚洲运动会女子个人银牌得主和女子团体铜牌得主。